# Madrid Deep Space Communications Complex
Le Madrid Deep Space Communications Complex (MDSCC) est un téléport situé à Robledo de Chavela, en Espagne. Il est exploité par l'Instituto Nacional de Técnica Aeroespacial.

## Deep Space Network
Le MDSCC est, avec le Goldstone Deep Space Communications Complex situé en Californie et le Canberra Deep Space Communication Complex d'Australie, l'un des trois complexes faisant partie du Deep Space Network (DSN), opéré par le Jet Propulsion Laboratory de la NASA. Les installations contribuent à maintenir les communications bidirectionnelles du DSN avec les vaisseaux spatiaux.
Les antennes du centre peuvent ainsi :
- Acquérir des données télémétrique des vaisseaux spatiaux, suivre leur position et vitesse et transmettre des directives à ces derniers,
- Réaliser des observations radioastronomiques,
- Mesurer des variations de longueurs d'onde d'ondes radio lors d'expériences radio,

## Installations

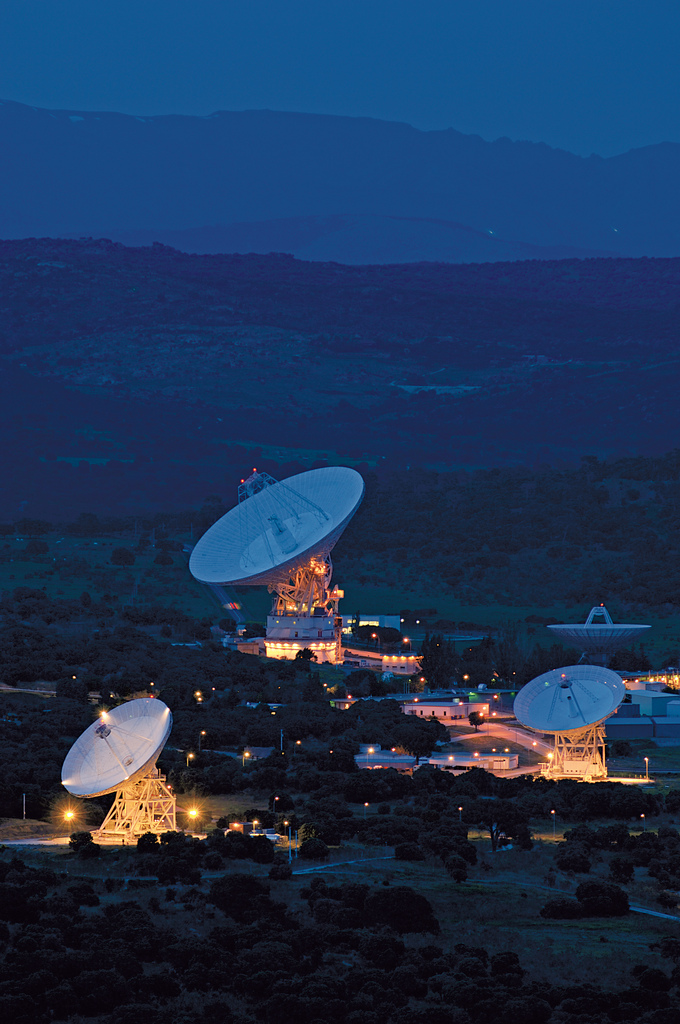
Antennes au MDSCC.

Le complexe abrite cinq antennes, nommées DSS-54, DSS-55, DSS-56, DSS-63, DSS-65 et DSS-66 :
- DSS-54, DSS-55 et DSS-56 sont des beam waveguide antenna (en) de 34 mètres de diamètre.

- DSS-63 a été construite en 1974, d'abord avec un diamètre de 64 mètres. Elle a été augmentée à 70 mètres à la fin des années 1980. D'une aire de 4 180 m2, la coupole fait environ 3 500 tonnes alors qu'au total, l'antenne fait environ 8 000 tonnes.
Elle peut émettre dans les bandes S et X avec une puissance allant jusqu'à 400 kilowatts. Elle peut recevoir dans les bandes L, S et X.

- DSS-65 a été construite en 1987 et a un diamètre de 34 mètres. Antenne « haute-efficacité » (HEF), elle peut émettre dans la bande X avec une puissance maximale de 20 kilowatts. Elle peut recevoir dans les bandes S et X. La coupole a un poids d'environ 350 tonnes pour un poids total d'approximativement 400 tonnes.

- DSS-66 est une antenne de 26 mètres utilisée en soutien pour les missions situées près de la Terre (near-Earth) ainsi que pour les premières phases en orbite basse des missions lointaines. Déménagée d'un autre centre de la NASA situé à Fresnedillas de la Oliva, l'antenne a été déclassée en 2009.